# Emmanuel Besnier
Emmanuel Besnier (* 18. September 1970 in Le Mans) ist ein französischer Unternehmer, Hauptaktionär und Président-directeur général des französischen Milchverarbeitungskonzerns Lactalis.

## Leben
Emmanuel Besnier absolvierte nach dem Besuch katholischer Privatschulen in Laval das Institut supérieur de gestion in Paris. Nach dem plötzlichen Tod seines Vaters Michel Besnier, der das Unternehmen bereits zum Marktführer in Frankreich gemacht hatte, im Jahr 2000 übernahm er im Alter von 30 Jahren den Vorsitz des Unternehmens. Das Unternehmen ist seit Gründung im Besitz der Familie, wobei Emmanuel Besnier 51 % der Anteile an der Dachgesellschaft BSA International S.A. hält. Seine Schwester Marie und sein Bruder Jean-Michel sind stille Teilhaber, werden aber in Entscheidungen einbezogen.
Emmanuel Besnier ist verheiratet und hat drei Kinder. Nach Angaben des US-amerikanischen Forbes Magazine gehört er mit einem Vermögen von 23,5 Milliarden US-Dollar (2022) zu den reichsten Franzosen.